# 스컹크 헬
스컹크 헬(Skunk Hell)은 서울 마포구 상수동에 위치한 소규모 공연장으로 한국 펑크의 성지라는 별명을 갖고 있다. 본래는 드럭이라는 이름으로 운영되었는데 럭스의 보컬이자 스컹크 레이블 사장인 원종희씨가 인수하여 스컹크 헬로 다시 태어나게 되었다. 세간에는 펑크 키드들의 아지트 정도로 알려져 있으며 매주 주말이 되면 펑크 음악을 연주하는 밴드들의 공연이 열린다. 그러나 각종 단체나 개인 밴드의 대관도 허용하고 있다.
스컹크 헬은 클럽 전속 밴드를 두고 있지는 않고 대관 형식으로 운영하고 있다. 주로 공연하는 밴드로는 럭스 숄티캣 썩 스터프 등이 있다.
아쉽게도 스컹크 헬은 원종희씨의 사정으로 인해 2009년 1월 3일 고고스타, 썩 스터프, 바세린, 럭스, 크라잉 넛의 고별 공연을 마지막으로 문을 닫았다. 스컹크헬이 있던 자리는 사진관으로 바뀌기로 예정되어 있었으나 현재는 술집으로 변모해 있다. 가끔 소규모 공연이 열리기도 한다.
2015년 5월 문래동에 새롭게 스컹크헬이라는 이름의 공연장이 생겼다.